# عادل قفائتی
عادل قفائتی (انگلیسی: Adel Gafaiti؛ زادهٔ ۱۶ ژوئیهٔ ۱۹۹۴) بازیکن فوتبال اهل فرانسه است.
از باشگاه‌هایی که در آن بازی کرده‌است می‌توان به باشگاه فوتبال اولدهام اتلتیک و باشگاه فوتبال نوریچ سیتی اشاره کرد.
وی همچنین در تیم ملی فوتبال Algeria U20 بازی کرده‌است.